# Batković
Batković är ett samhälle i Bosnien och Hercegovina.   Det ligger i entiteten Republika Srpska, i den nordöstra delen av landet, 130 kilometer nordost om huvudstaden Sarajevo. Batković ligger 82 meter över havet och antalet invånare är 2 635.
Terrängen runt Batković är mycket platt. Närmaste större samhälle är Bijeljina, 9,7 kilometer söder om Batković. 
Trakten runt Batković består till största delen av jordbruksmark. Runt Batković är det ganska tätbefolkat, med 67 invånare per kvadratkilometer.